# Aragua (rijeka)
Aragua je rijeka u Venezueli. Ulijeva se u jezero Valencia (endoreički bazen).